# Gex
Gex (pronunciado /ʒɛks/) es una comuna francesa situada en el departamento de Ain, del cual es una subprefectura, de la región de Auvernia-Ródano-Alpes. Es la cabecera del distrito y el bureau centralisateur del cantón homónimo.

## Geografía
Es la capital regional del Pays de Gex. La ciudad, cercana a Suiza, forma parte del área urbana de Ginebra. Gex está al pie del macizo del Jura, unida al departamento del Jura por el paso de la Faucille. Se encuentra junto al río Journans. Tiene 3 200 hectáreas y su altitud media es de 617 m.

## Demografía
| 1 966 | 2 041 | 2 361 | 3 137 | 4 296 | 4 868 | 6 615 | 7 733 | 10 446 | 13 093 |
| Para los censos de 1962 a 1999 la población legal corresponde a la población sin duplicidades (Fuente: INSEE [Consultar]) |       |       |       |       |       |       |       |        |        |

Su aglomeración urbana, que incluye también Cessy, tenía 17.900 habitantes en el censo de 2018.

## Historia
Gex estaba habitada ya en el 1800 a. C. antes de pasar bajo dominación romana. El 13 de noviembre de 1353 fue tomada por el condado de Saboya. Invadida por la protestante Berna en 1536, fue devuelta a Saboya en 1564. Ocupada por los calvinistas de Ginebra en 1589, fue incendiada y sus murallas destruidas entre el 23 y el 30 de julio de 1590 por los saboyanos, ayudados de los españoles, durante las guerras de religión. El tratado de Lyon de 1601 certificó la anexión de la villa a Francia. En el siglo XVIII superó los 2000 habitantes.
En 1952 se convirtió en destino turístico de invierno gracias a la estación de Mijoux-La Faucille. 
Hoy una gran parte de la población es fronteriza y trabaja en Suiza, especialmente en el sector terciario.